# عليك اللهفة (ديوان شعر)

عليك اللهفة ديوان للكاتبة والروائية أحلام مستغانمي، وهو الإصدار الشعري الثاني للروائية صاحبة الكتب الأكثر مبيعًا في العالم العربي. حيث سبقه ديوان (على مرفأ الأيام) الصادر عام 1971 بالجزائر. أُطلق  الديوان خلال كلمة ألقتها مستغانمي في معرض الشارقة الدولي للكتاب، وقد أقيم في قاعة الاحتفالات بالمعرض، بحضور جماهيري كبير. وتم تسجيل قصائد في CD بعنوان «عليك اللهفة» أرفق بالديوان بالتعاون مع المطرب مروان خوري وتم رفعها على اليوتيوب 

## اقتباسات
بعض من الاقتباسات بالكتاب 
- ما خنتك.. لكنّي رحت أخون الزمان بعدك.. أعصى عادة العيش بإذنك.. أنسى انتظاري لك.. فرحتي حين يحلّ رقمك.. ازدحام هاتفي بك..
- مذ افترقنا.. ما عاد الأمر يعنيني.. سيّان عندي إن غدرت أو وفيت.. يكفيني يا سيّد الحرائق.. أنّك خنت اللهفة.. وأطفأت جمر الحرائق..
- أحيانــاً..

أُحبّ ألّا تشغَل هاتفي
كي يزدادَ انشغاليَ بكْ
أن يهزمني جَبَروتُ الحنين إليك
فأُهاتفَكَ
غيرَ واثقةٍ بأنّكَ سَتَرُدّ
وإذا بكَ تردّ..
فأُخفي عنكَ شهقةَ قلبي
حين صوتُكَ يشهَقُ بي
- برقُ اسمكَ

حين يلفِظُه أحدٌ فتضيءُ حواسّي
كشجرة العيد
مَن قطعَ الضوءَ عن أحرفِه
تلك المعلّقةِ على شرايينِ القلب
كأنوارٍ صغيرة
على خيطِ الفرح